# Обыкновенный гоголь

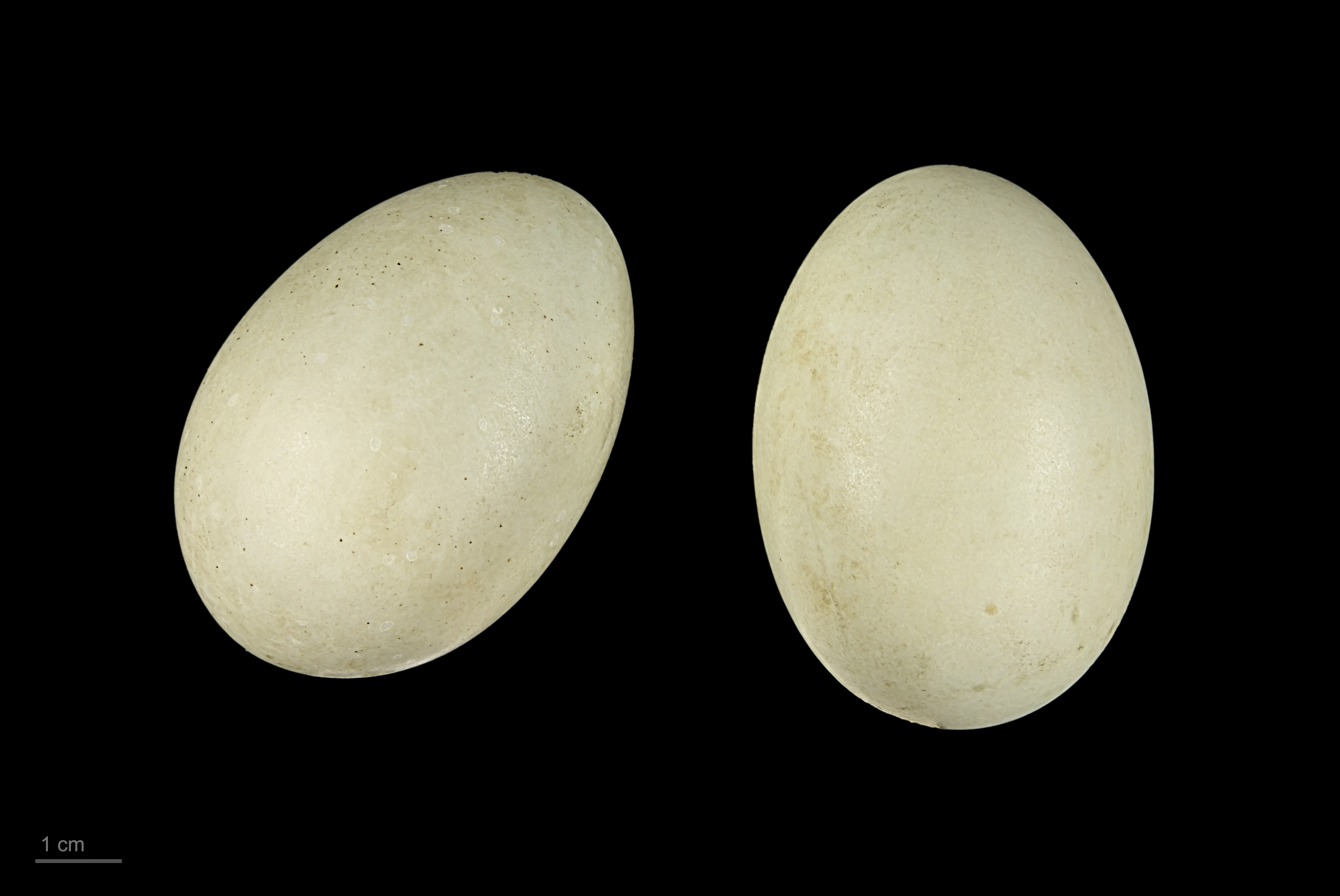
яйцо Bucephala clangula - Тулузский музеум

Обыкнове́нный го́голь (лат. Bucephala clangula) — птица семейства утиных, морская утка средней величины с большой округлой головой, коротким клювом и контрастным чёрно-белым оперением. Распространена в зоне лесов северного полушария — как в Евразии, так и в Америке. Гнездится в дуплах деревьев по берегам лесных водоёмов, в сезон размножения держится в тенистых бухтах, в кладке 5—13 яиц с зеленоватым оттенком. В отличие от многих других уток в гнездовой период крупные стаи образует очень редко (исключение — скопления на период линьки), однако иногда встречается небольшими разрозненными группами. Зимует на морских побережьях и крупных пресноводных водоёмах — реках, озёрах и водохранилищах. Везде немногочисленная, но местами обычная птица. Питается преимущественно водными беспозвоночными.

## Описание

### Внешний вид

Гоголь-самец

Коренастая утка с большой головой и довольно короткой шеей. Длина 42—50 см, размах крыльев 65—80 см, масса самцов 750—1245 г, масса самок 500—1182 г Темя немного выпуклое и заострённое, из-за чего форма головы приобретает очертания треугольника. Клюв короткий и высокий в основании, с узким ноготком. У самца в брачном наряде голова чёрная с зелёным металлическим отливом, под глазом в основании клюва круглое белое пятно. Радужина жёлтая, клюв чёрный. Грудь, брюхо и бока ярко-белые, на плечах диагональная чёрно-белая косица. Большая часть спины и хвост чёрные. Крылья чёрно-бурые, за исключением большого белого «зеркала» на второстепенных маховых; испод крыла тёмный. Ноги оранжевые с тёмными перепонками, включая перепонку на заднем пальце.

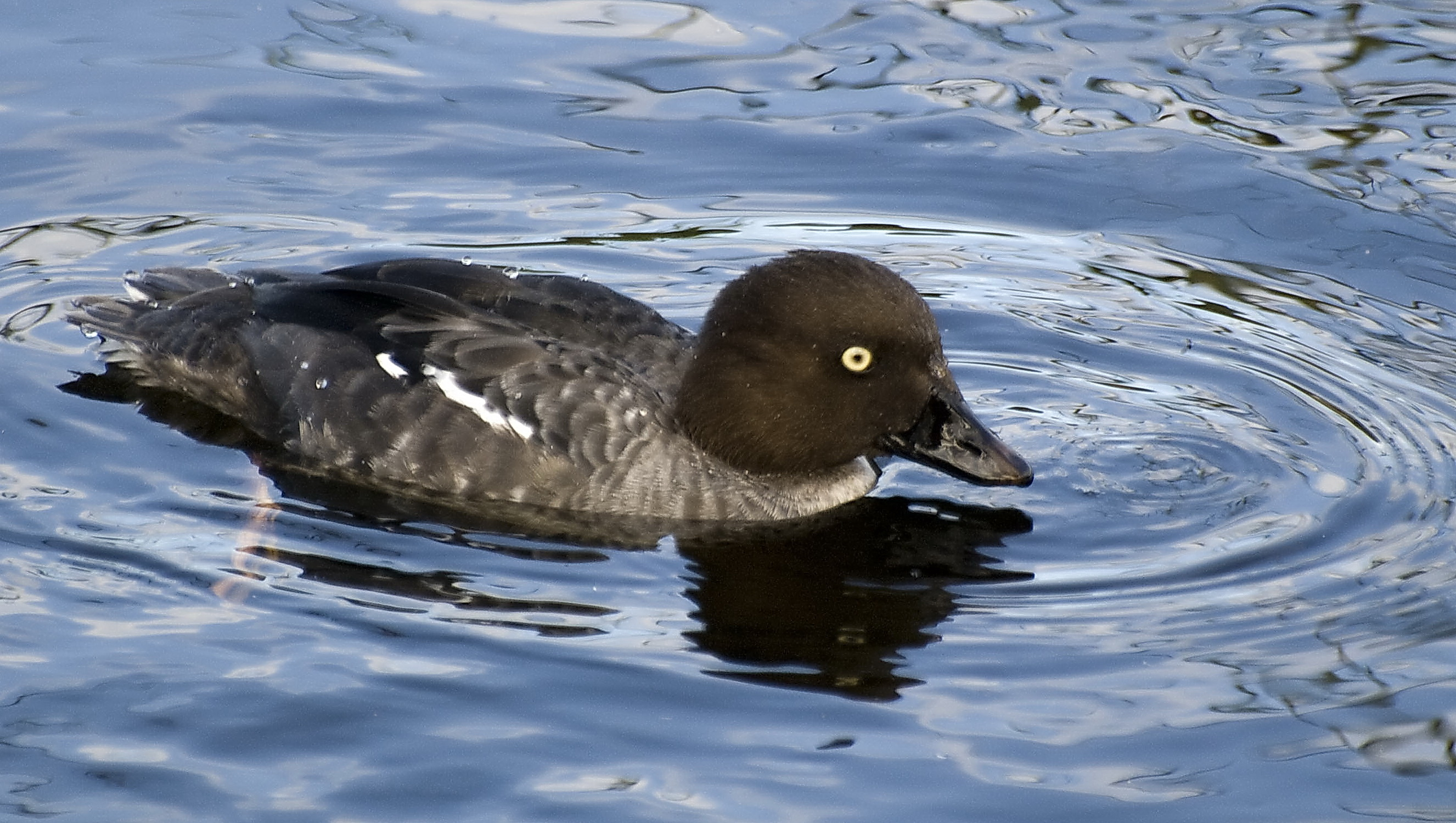
Самка

Самка выглядит менее контрастной, с преобладанием буровато-серых оттенков. Голова тёмно-коричневая с узким белым ошейником. Радужина бледно-жёлтая или белая, клюв тёмно-серый, обычно с оранжевой или жёлтой перевязью у вершины. Верхняя часть туловища дымчато-серая, нижняя белая. Верх крыла тёмно-аспидный, с аналогичным белым зеркалом, как у самца. Кроме того, поверх зеркала на кроющих имеются ещё две белых полосы. Ноги более блеклые по сравнению с самцов — скорее жёлтые, чем оранжевые. В летнем наряде самец становится больше похожим на самку, однако сохраняет свой рисунок крыла с одним, а не тремя, светлым пятном. Молодые птицы почти не отличаются от взрослой самки, но имеют буроватую радужную оболочку глаза.
Часто выделяют 2 подвида, отличающиеся друг от друга общими размерами и длиной клюва: евразийский B. c. clangula и более крупный американский B. c. americana. Другие авторы признают вид монотипичным, поскольку на части территории оба подвида смешиваются, а изменение длины клюва называют так называемым «клином» (в биологии постепенное изменение градиента какого-либо признака под воздействием физико-географических факторов).

### Голос
Во время брачных демонстраций самец издаёт пронзительный скрежет «би-бииззз, сюрприиззз», обычно сопровождаемый низким сухим дребезжанием и похожий на писк зайца. Самка отвечает скрипучим «беррр-беррр», часто на лету — похожие звуки издают чернети. Кроме голоса, гоголя можно на слух определить по высоким звенящим свистам хлопающих крыльев самца в полёте. Свистящее хлопанье характерно для многих уток, но только у гоголя звук такой звонкий и чистый.

## Распространение

### Гнездовой ареал

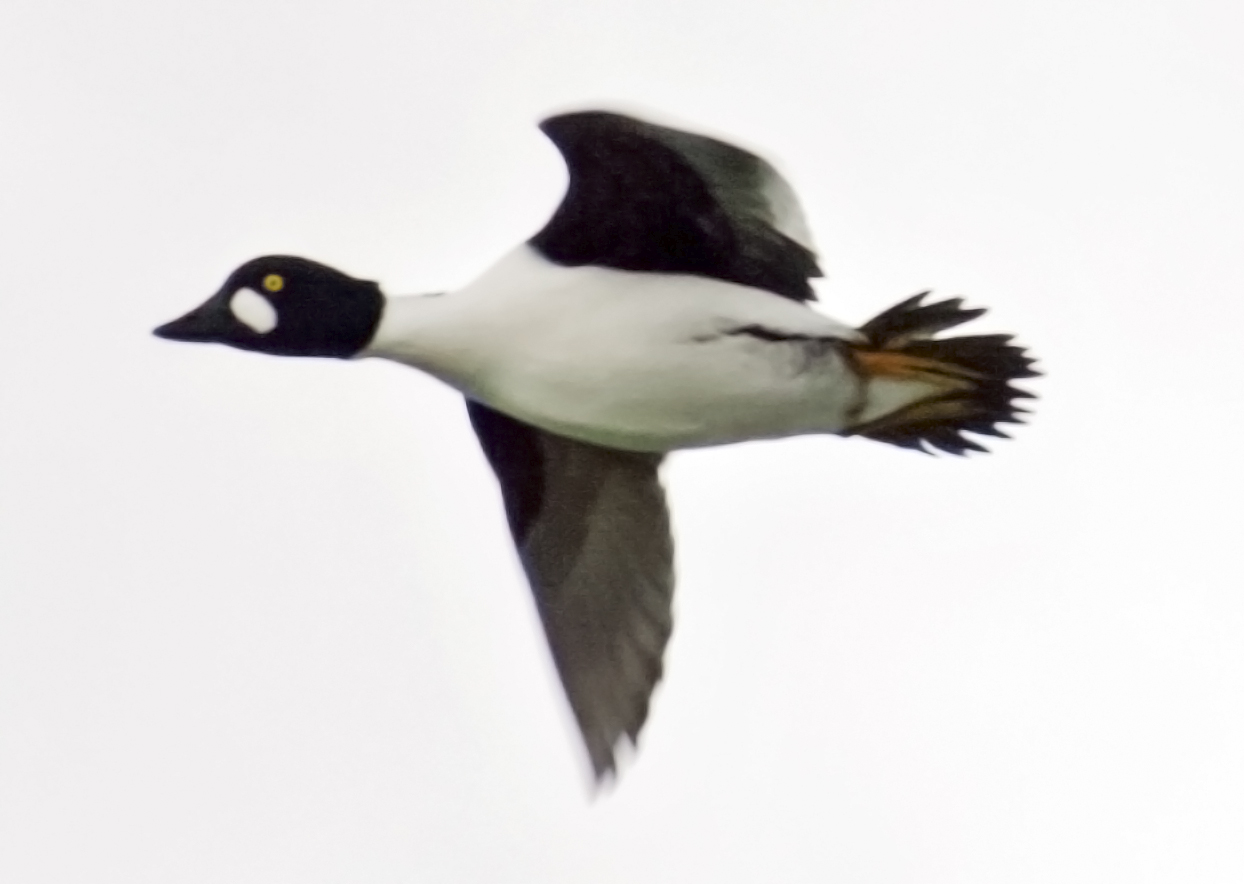
В полёте

Родиной гоголя считается Северная Америка, откуда птица перебралась сначала в Азию, а затем распространилась по всему северному полушарию. Гнездовой ареал охватывает зону хвойных лесов. На американском континенте гнездится от Аляски до Ньюфаундленда к югу примерно до канадо-американской границы. В Евразии распространена восточнее Швейцарии, государств бывшей Югославии и Скандинавии, достигая на востоке островов Сахалин и Итуруп. В Прибалтике, Польше, Германии, Чехии и Великобритании встречается спорадично (например, на Британских островах только в районе Каледонского леса).
Восточнее в северных лесах встречается чаще, в том числе в сибирской тайге. В европейской части России гнездится к югу до Ярославской, Нижегородской, Рязанской областей, в Казахстане к югу до устья Илеак, восточнее на севере страны до 53° с. ш., ещё восточнее к югу вдоль долины Иртыша к озеру Зайсан, где граница ареала проходит в области долины Чёрного Иртыша, хребта Танну-Ола, долин рек Джида и Чикой. Далее граница гнездовий входит в северо-восточный Китай, и далее вновь попадает в пределы России в районе реки Большая Уссурка.

### Миграции

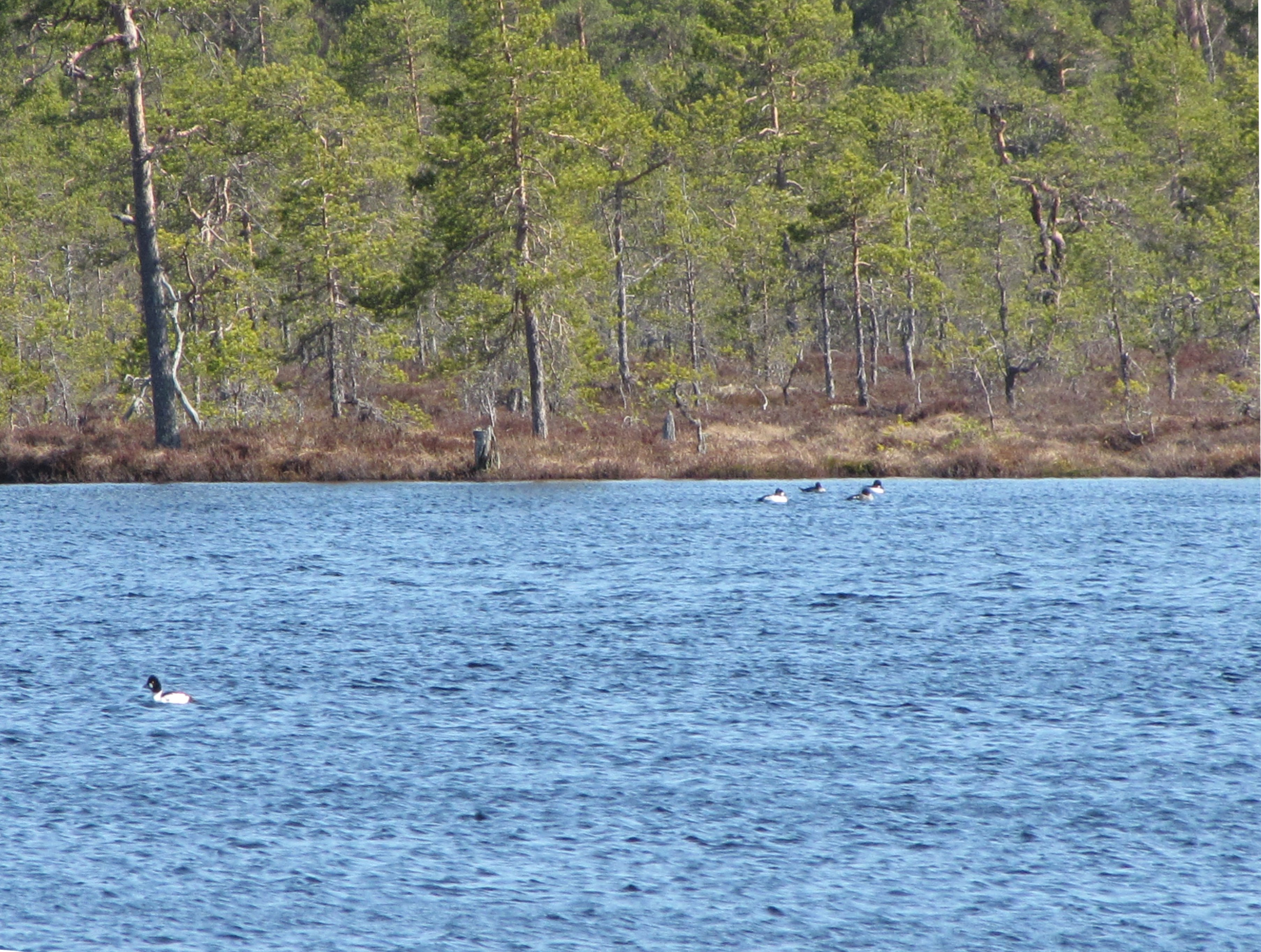
Гнездовой биотоп — открытые водоёмы с лесистыми берегами

На большей части ареала перелётная птица, оседлые популяции отмечены лишь на северо-западе Европы. В остальных случаях зимует к югу и западу от гнездового ареала в литоральной полосе моря, крупных озёрах, реках и водохранилищах. Популяции северных регионов перемещаются преимущественно на море. Большая часть птиц Северной Европы проводит зиму на Балтике, в Северном море у берегов Дании, Нидерландов и Великобритании, вдоль побережья Ирландии. Из более южных областей, а также из европейской части России птицы летят в восточную часть Адриатики, к берегам Греции и на Чёрное море, из Западной Сибири на Каспий. Кроме того, часть птиц занимает крупные внутренние водоёмы в Западной и Центральной Европе. На Дальнем Востоке места зимовок расположены на незамерзающих участках моря от Камчатки до Китая, Тайваня и Японских островов. В Северной Америке птицы зимуют вдоль западного и восточного побережий, в Мексиканском заливе и в долине реки Миссисипи на север до района Великих озёр.

### Места обитания
Гнездовой биотоп — достаточно большие лесные озёра, тихие таёжные реки с древесной растительностью по берегам (Сама птица способна нырять до 10 м, однако обычно не встречается на водоёмах с глубиной более 4 м), где она обычно концентрируется в небольших бухтах с обширными пространствами открытой воды. Зимой держится на море, обычно в мелководных заливах, лагунах вблизи от каменистого берега и выходов сточных вод, в эстуариях крупных рек, на юге ареала на крупных внутренних водоёмах с незамерзающей водой.

## Размножение

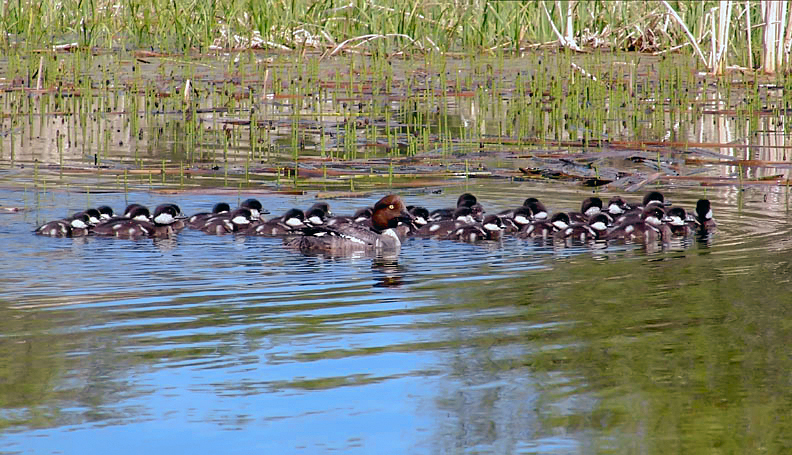
Самка с утятами из нескольких выводков

Половой зрелости достигает в двухлетнем возрасте. Пары образуются ещё в районах зимней миграции, однако поскольку часто самцы и самки зимуют в разных широтах, многие особи остаются в одиночестве до начала весеннего перелёта. К местам гнездовий гоголи прибывают парами или небольшими группами, очень рано, когда большинство водоёмов ещё покрыто льдом и только появляются первые проталины — на большей части ареала в марте. Пока водоёмы не вскрылись, гоголи держатся на лужах надлёдной воды либо на полыньях. По прибытии селезни токуют и ведут себя демонстративно; наиболее характерная поза на воде выглядит следующим образом: самец вытягивает вперёд шею, затем резко запрокидывает голову назад на спину и задирает клюв к небу, при этом резко отталкивается ногами, поднимая фонтан брызг.
Гнездится парами, начиная с апреля или мая. Гнездо устраивает в дуплах деревьев на высоте до 15 м над землёй, как правило, недалеко от воды. Использует естественные пустоты в стволах осины, ели, дуба, сосны и реже берёзы, охотно занимает старые гнёзда желны и искусственные дуплянки, подвешенные на деревьях и шестах. Отдаёт предпочтение отдельно стоящим деревьям с открытым пространством вокруг, нежели чем плотному древостою. В редких случаях селится на земле, где занимает норы зайцев, пустоты пней либо прячет гнездо между корнями деревьев либо штабелей брёвен. Если позволяют условия и отсутствует фактор беспокойства со стороны человека, то гнездится в населённых пунктах возле жилья либо вдоль дорог. Нередко одно и то же гнездо используется десятилетиями, в том числе в течение нескольких лет подряд одной и той же самкой. Территория вокруг гнезда не охраняется, однако каждая пара имеет свой обособленный участок акватории. Подстилка — древесная труха, в которой самка выдавливает неглубокий лоток, а также пух, который утка выщипывает из своей груди и добавляет в гнездо после кладки первых яиц.

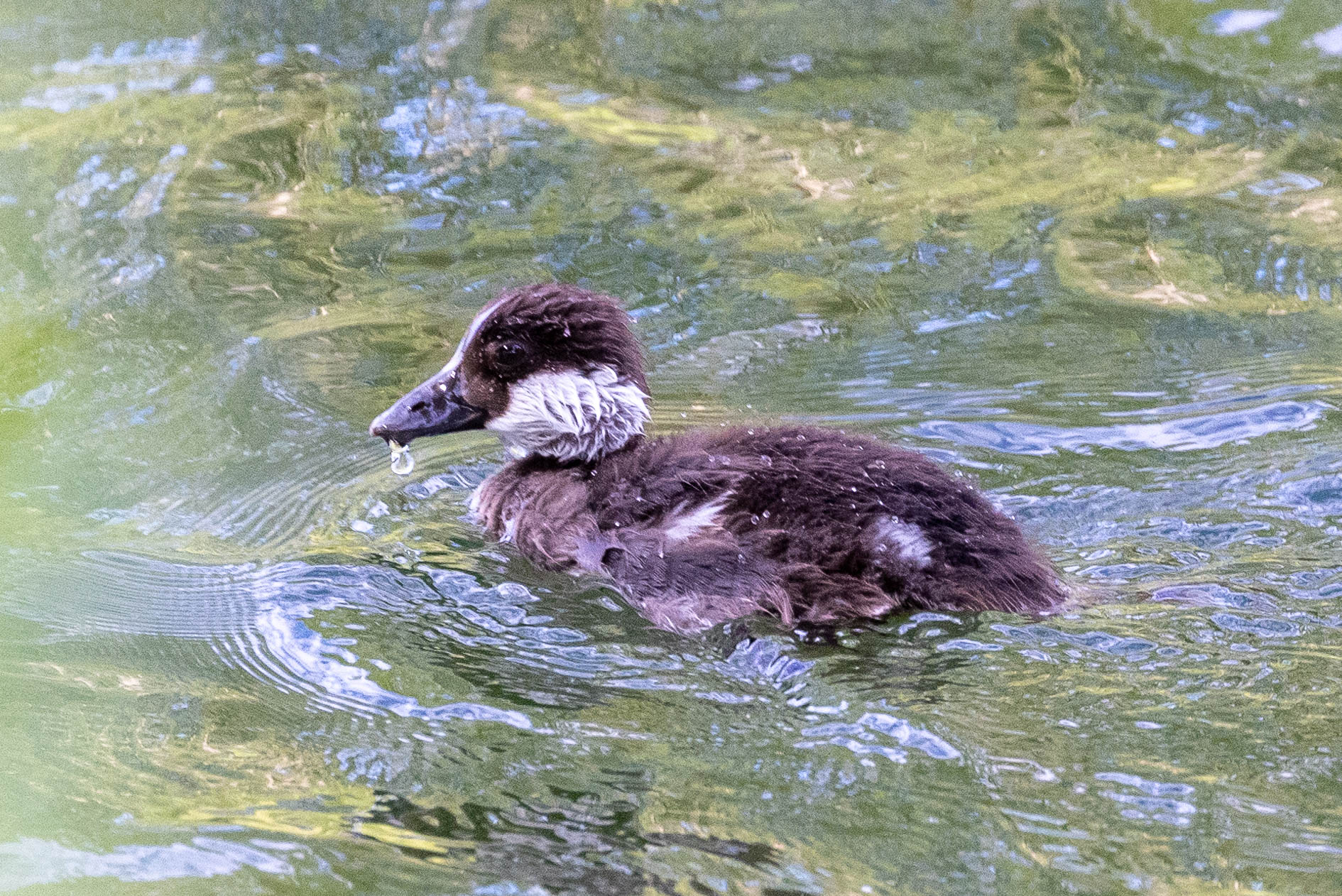
Утёнок гоголя обыкновенного

В кладке 5—13 буровато-зелёных либо зеленовато-голубых яиц, однако чаще всего их количество варьирует в пределах от восьми до одиннадцати. Иногда в одно и то же гнездо откладывают две утки, и в этом случае кладка может увеличится до двадцати и более яиц. В такой ситуации гнездо часто остаётся вовсе без присмотра и оба потомства погибают. Яйца достаточно крупные: их размеры (52—67) х (39—46) мм. Насиживание начинается с откладкой последнего яйца и продолжается в течение 29—30 дней, сидит одна самка. В первое время она время от времени покидает гнездо и на продолжительное время отправляется на поиски корма, прикрыв яйца пухом, однако в последние 10 дней насиживает очень плотно. Селезень первые 7—9 дней находится возле гнезда, после чего навсегда покидает его и отлетает к местам сезонной линьки. Появившиеся на свет птенцы покрыты сверху черноватым, снизу белым пухом. В течение суток они обсыхают в гнезде, а затем дружно выпрыгивают на землю, расправив крылья наподобие парашюта, и следуют за матерью к воде. Двухнедельные утята уже хорошо ныряют, самостоятельно добывают себе корм и зачастую обходятся без присмотра, хотя способность к полёту проявляется только в возрасте 57—66 дней. Поднявшиеся на крыло птенцы (на северо-западе России это обычно происходит в первой декаде августа) постепенно откочёвывают на более крупные водоёмы, а в сентябре-октябре проходит массовая миграция к местам зимовок.

## Питание
Питается водными беспозвоночными, которых добывает преимущественно на дне или на водных растениях, реже в толще воды. На воде большую часть времени ныряет, достигая глубины до 4 и более метров и проводя под водой более половины минуты. Летом основу рациона составляют насекомые и их личинки — ручейники, мотыли, водяные жуки, стрекозы, клопы, мошка и др. Зимой больше употребляет в пищу моллюсков и ракообразных. Также питается дождевыми червями, земноводными и мелкой рыбой, осенью в небольших количествах семенами, корешками и вегетативными частями водных растений.